# 酉陽專區
酉陽專區，1950年設立，屬川東行署區。專署駐酉陽縣。領導原屬涪陵專區的酉陽縣(駐鍾多鎮)、秀山縣(駐中和鎮)、黔江縣。1952年8月，酉陽專區改屬四川省。12月，撤銷酉陽專區，並入涪陵專區。